# Ca l'Àvia (Cabanes)
Ca l'Àvia és una casa del municipi de Cabanes (Alt Empordà) inclosa en l'Inventari del Patrimoni Arquitectònic de Catalunya. Situada dins del nucli urbà de la població de Cabanes, al bell mig del terme, formant cantonada entre els carrers Canal i el de les Escoles.

## Descripció
Edifici entre mitgeres de planta rectangular, format per dos cossos adossats, el principal de planta baixa i dos pisos, amb teulada de dues vessants perpendicular a la façana principal.

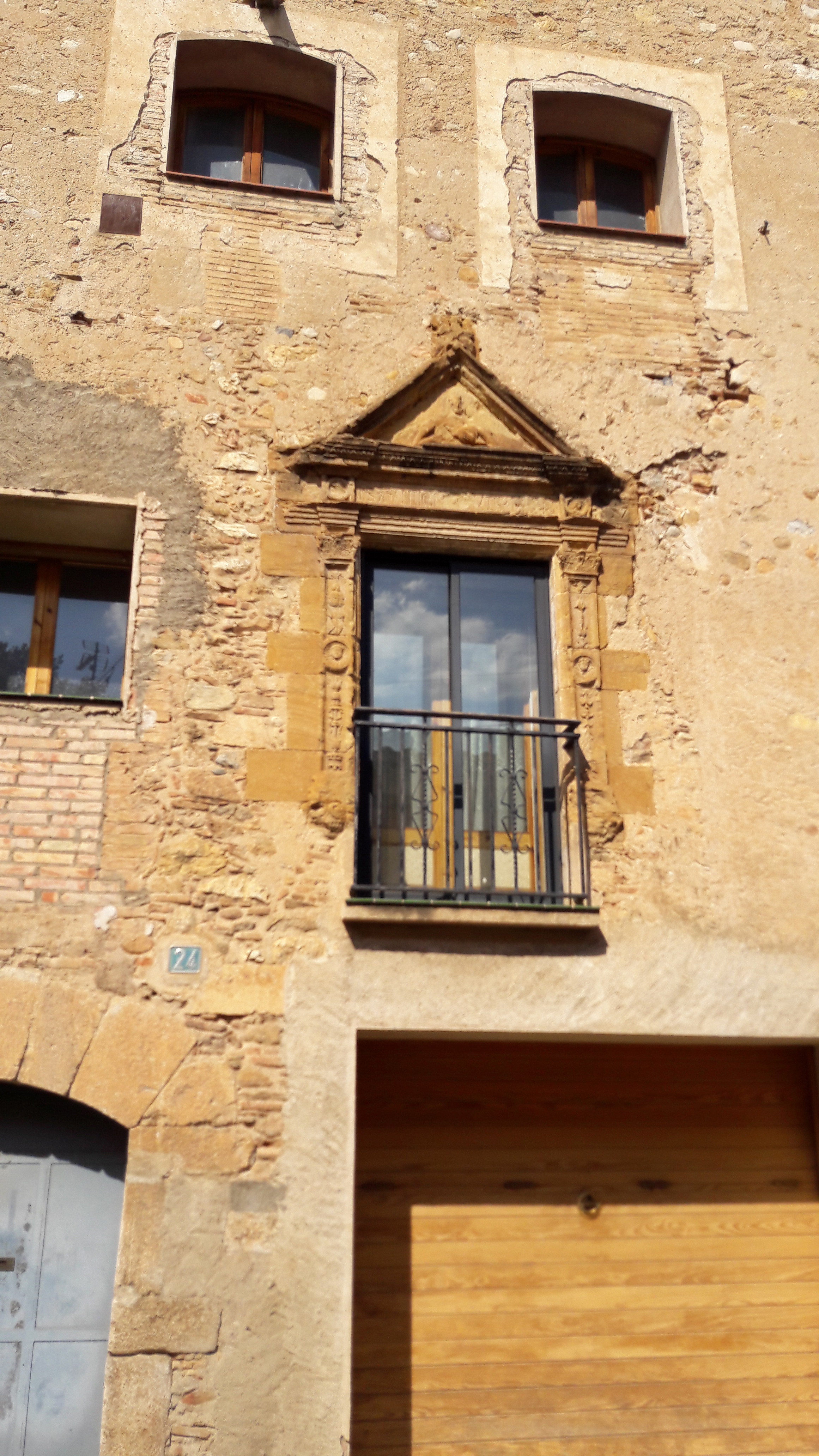
Detall de la façana

 De la façana destaca el finestral situat a la primera planta. Es tracta d'una finestra balconera rectangular, emmarcada per pilastres amb capitells decorades amb motius florals i, al centre, medallons amb busts. Sostenen un entaulament motllurat damunt del qual hi ha la llinda, coronada per un frontó triangular amb la decoració força mutilada. La llinda està gravada amb l'any 1554 i un lema il·legible degut a l'erosió de la pedra. A banda de la finestra, cal destacar el portal d'accés a l'interior, d'arc rebaixat adovellat en pedra.

## Història
El carrer del Canal suposa el primer eixample urbà de la vila durant el segle xviii. En una de les finestres d'aquesta casa apareix gravada la data de 1554, junt a un lema il·legible a causa de la degradació de la pedra sorrenca amb què va ser feta. Fou propietat d'una de les famílies importants durant l'època medieval, els Aguer.